# Hourglass (album de Dave Gahan)
Albums de Dave Gahan
Paper Monsters
(2003) Hourglass: Remixes
(2008)
Singles
1. Kingdom
Sortie : 8 octobre 2007
2. Saw Something / Deeper and Deeper
Sortie : 14 janvier 2008

Hourglass est le second album solo de Dave Gahan, le chanteur de Depeche Mode, sorti le 22 octobre 2007.
Favorablement accueilli, les critiques, majoritairement, jugent le son plus électronique que celui du précédent, Paper Monsters mais certains lui reprochent une ressemblance stylistique avec Depeche Mode.

## Liste des morceaux
1. Saw Something (5:14)
2. Kingdom (4:34)
3. Deeper and Deeper (4:34)
4. 21 Days (4:35)
5. Miracles (4:38)
6. Use You (4:48)
7. Insoluble (4:57)
8. Endless (5:47)
9. A Little Lie (4:53)
10. Down (4:34)

## Singlesissus de l'album
2 singles issus de Hourglass ont été édités :
1. Kingdom (sorti le 8 octobre 2007)
2. Saw Something / Deeper and Deeper (sorti le 14 janvier 2008)